# Iglesia de Nuestra Señora del Santísimo Rosario (Makinabang)
La Iglesia de Nuestra Señora del Santísimo Rosario comúnmente conocida como la Iglesia de Makinabang o Bisitang Pula es una iglesia católica mariana en el Barangay Makinabang, Baliuag, Bulacan, Filipinas. Es una de las cuatro iglesias católicas parroquiales del municipio y es el centro de una de las más grandes procesiones en la ciudad cada año el 7 de octubre.
La Iglesia Makinabang está bajo el Vicariato de San Agustín de Hipona y pertenece a la Diócesis de Malolos, sufragánea de la Arquidiócesis de Manila. Su equipo titular de sacerdotes en solidum moderador es el párroco (vicario judicial), el P. Winniefred F. Naboya, JCL, quien fue instalado formalmente el 27 de noviembre de 2013. Fr. Naboya reemplazó recientemente al ex administrador de la parroquia, el difunto Mons. Macario R. Manahan, quien sucedió al difunto P. Walderedo Castillo, fallecido en 2008. El vicario Forane de la Iglesia Parroquial es Mons. Filemón M. Capiral, HP.

## Etimología
Antes de la colonización española de Filipinas de 1521-1898 , Makinabang ya era un asentamiento o sitio y el más grande de Baliuag. Cuando los frailes españoles, en particular los agustinos, fundaron la iglesia de San Agustín en 1733, un mestizo español introdujo un lagar de caña de azúcar de madera en la zona. La máquina extraía panutsa ( melaza ), que los aldeanos mezclaban con su café y otros alimentos. Los nativos llamaban a la prensa makina (del español maquina ), en la que hacían cola y abáng ( tagalo , "esperar"). Los que hacían cola preguntarían "Marami pa bang nakaabang? "(" ¿Hay muchos más esperando?), A partir de la cual se formó la palabra Makina-bang y finalmente Makinabang .
La capilla y su cerca fueron originalmente pintadas de rojo, por lo que la parroquia se llamó Bisitang Pula ("capilla roja").

## Historia
La iglesia fue construida en 1941 con su patrón de Nuestra Señora del Santísimo Rosario ( Nuestra Señora del Santísimo Rosario ), un Marian título en relación con el rosario . La devoción a la Virgen María bajo este título se remonta a 1571 cuando el Papa Pío V instituyó "Nuestra Señora de la Victoria" como una fiesta anual para conmemorar la victoria en la Batalla de Lepanto .  La victoria se atribuyó a una procesión del rosario ese día en la Plaza de San Pedro en Roma por el éxito de la misión de la Liga Santa de contener a las fuerzas musulmanas de invadir Europa Occidental. En 1573, el Papa Gregorio XIIIcambió el título de esta fiesta a "Fiesta del Santo Rosario". en 1716, el Papa Clemente XI añadió la fiesta al Calendario romano general y la asignó al primer domingo de octubre. El Papa Pío X cambió la fecha al 7 de octubre de 1913, en su esfuerzo por restaurar la celebración de la liturgia de los domingos.
En 1940, el párroco Pastor Luciano (m. 1985) sugirió a las autoridades de la Iglesia en Bulacan la construcción de una pequeña ermita o Kapilya . La nueva parroquia cubría los barangay de Tarcan, Santa Bárbara e incluso Taal y Santo Cristo en Pulilan, Bulacan . La pequeña capilla está hecha de madera, nipa y materiales de construcción ligeros, mientras que su convento adjunto estaba hecho de nipa.
P. Jovito Reyes reconstruyó la capilla en ruinas, agregando contrafuertes de concreto, incluidos los muros, el techo y el convento . Residentes adinerados, encabezados por la concejala Carmen Fernando García, Delfín Cruz y Salud S. Tesoro, ayudaron a construir el nuevo patio y gruta de la Sagrada Corazón y Nuestra Señora de Lourdes .
P. Amador Wisco Cruz ("Amador" para los feligreses) sucedió al P. Jovito como párroco el 20 de julio de 1957. Compró los 4.000 metros cuadrados. lote donde los feligreses construyeron el Salón Parroquial de Cursillistas y Liga de Mujeres Católicas . También es conocido como el traductor / editor de la versión más popular del Pasyón (Copyright 1949), el " Casaysayan nang Pasióng Mahal ni Jesucristong Panginoón Natin na Sucat Ipag-alab nang Pusò nang Sinomang Babasa ". A principios de la década de 1990, el P. Expedito Caleon y el P. Jess Cruz ayudó al entonces enfermo P. Amador, quien murió en 1992 después de haber servido a la parroquia durante 35 años. Luego vino el P. Ronald Ortega, P. Walderedo Castillo (m. 2008) y Mons. Macario R. Manahan (m. 2013).
En preparación para su 75 ° Jubileo en octubre de 2016, el Consejo Pastoral inició reparaciones y mejoras en el edificio de la iglesia y sus alrededores, bajo la dirección del P. Winniefred F. Naboya, JCL

### Libros
- Baliwag: Then and Now , por Roland E. Villacorte, Philippine Graphic Arts, Inc., Caloocan City, ediciones de 1970, 1985 * 2001. págs. 350–351 (edición de 2001); y págs. 392-396 (edición de 1985).
- "Baliuwag, Lunduyan ng mga Bayani", Consejo de Turismo de Baliuag, 2008, Municipalidad de Baliuag, edición de 2008, págs. 10–120.